# 現地情報隊
現地情報隊（げんちじょうほうたい）は、東京都練馬区の朝霞駐屯地に駐屯する陸上自衛隊中央情報隊隷下の情報科部隊である。

## 概要
国際任務の遂行等にかかわる現地安全情報の収集等を実施する。50人の要員からなり、国際活動において先遣部隊に同行、現地住民の協力者から成る人的情報ネットワークを構築し、部隊に対する脅威情報の収集を行う。

## 沿革
- 2007年（平成19年）3月27日：朝霞駐屯地において中央情報隊隷下部隊として編成完結。